# Luoshui (sockenhuvudort i Kina, Hunan Sheng, lat 29,27, long 110,25)
Luoshui (kinesiska: 罗水, 罗水乡) är en sockenhuvudort i Kina. Den ligger i provinsen Hunan, i den södra delen av landet, omkring 290 kilometer nordväst om provinshuvudstaden Changsha. Antalet invånare är 7 423. Befolkningen består av 3 468 kvinnor och 3 955 män. Barn under 15 år utgör 19,0 %, vuxna 15-64 år 69 %, och äldre över 65 år 10,0 %.
Runt Luoshui är det ganska tätbefolkat, med 199 invånare per kvadratkilometer. Närmaste större samhälle är Jiaoziya, 7,0 km öster om Luoshui. I omgivningarna runt Luoshui växer huvudsakligen savannskog.
Genomsnittlig årsnederbörd är 1 738 millimeter. Den regnigaste månaden är september, med i genomsnitt 307 mm nederbörd, och den torraste är december, med 21 mm nederbörd.